# فندق برزیلی
فندق برزیلی (نام علمی: Bertholletia excelsa) نام یک گونه از تیره بهشتی‌فندقان است.

## خطر سرطان
مطالعات جدید نگرانی هایی را پیرامون خطرات استفاده زیاد از سلنیوم و ابتلا به سرطان ایجاد کرده است. آجیل برزیلی حاوی مقادیر زیادی سلنیوم است و تنها استفاده یکی دو عدد روزانه از ان توصیه شده است.